# 北松本站
北松本站（日语：／ Kita-Matsumoto eki */?）是位於長野縣松本市大字白板，屬於東日本旅客鐵道（JR東日本）的大糸線車站。車站編號是41。

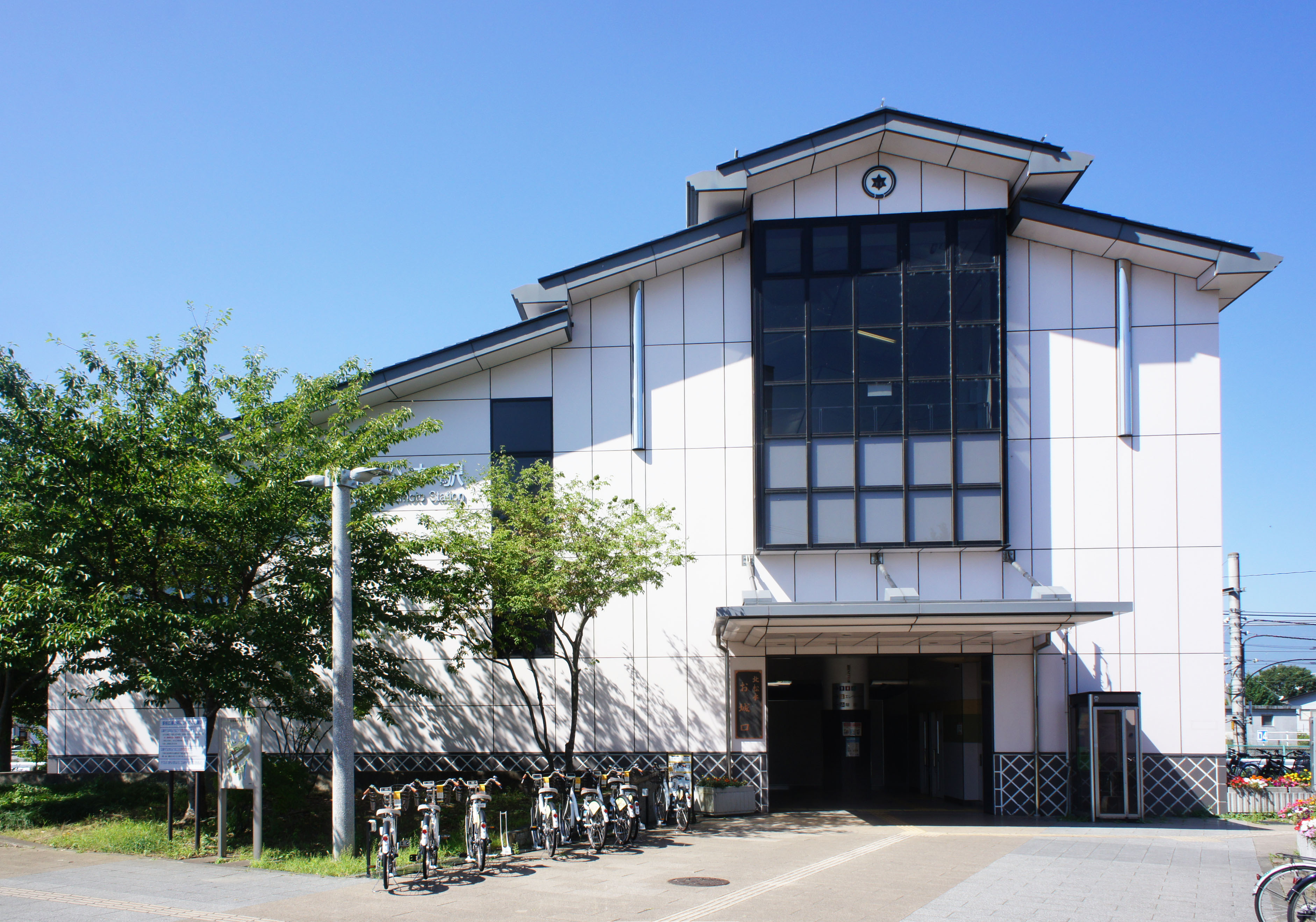
城出口（2021年8月）

## 歷史
- 1915年（大正4年）
  - 1月6日：信濃鐵道（日语：信濃鉄道） 此站至豐科站之間開通，此站啟用。當時車站名為松本市站（日语：／）[2][3]。為旅客和貨物車站，站內設有車廠。
  - 4月5日：南松本站（鐵道院松本站內）至此站之間開通し[3]，開始貨物連接運輸[2]。此站改名為北松本站[1]。
- 1916年（大正5年）9月18日：南松本站與松本站合併（共構與共站），開始設有旅客連接運輸[3]。
- 1926年（大正15年）1月8日：信濃鐵道全線電氣化，旅客列車使用電動列車[3]。
- 1937年（昭和12年）6月1日：信濃鐵道被國有化，成為大糸南線[5]。
- 1957年（昭和32年）8月15日：中土站至小瀧站之間開通，全線開通並改名為大糸線[3]。
- 1960年（昭和35年）9月：松本站至信濃大町站之間的貨物列車電氣化[6]。
- 1985年（昭和60年）3月：車輛基地（松本運輸所（日语：松本車両センター）北松本分所）廢止，併合至本所。
- 1987年（昭和62年）4月1日：伴隨國鐵分割民營化，車站由東日本旅客鐵道（JR東日本）營運[7][8]。
- 1995年（平成7年）11月8日：舊車站大樓拆毀，使用臨時車站大樓[9]。
- 2000年（平成12年）4月22日：跨站式站房開始使用[10]。

## 車站構造

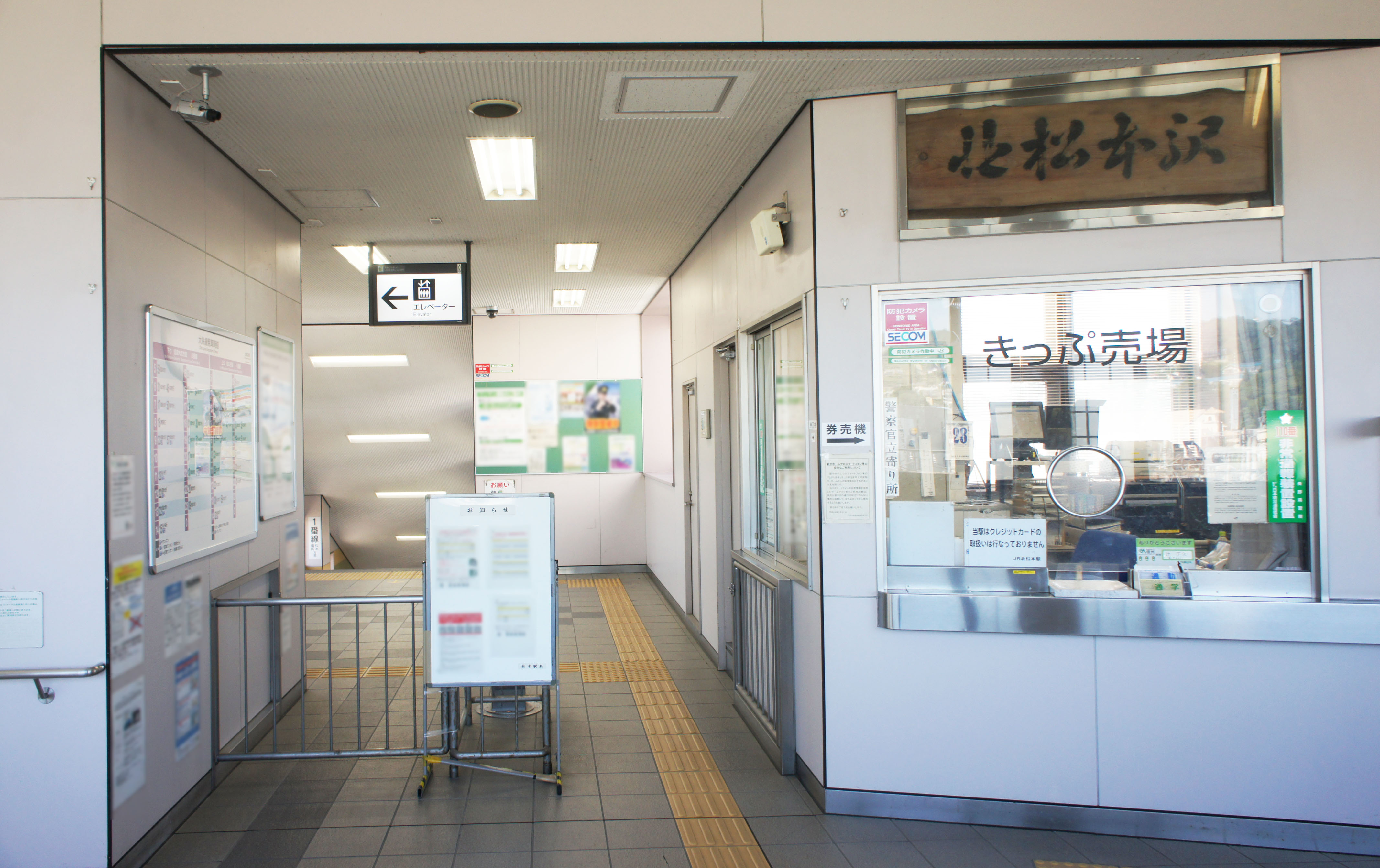
驗票口（2021年8月）

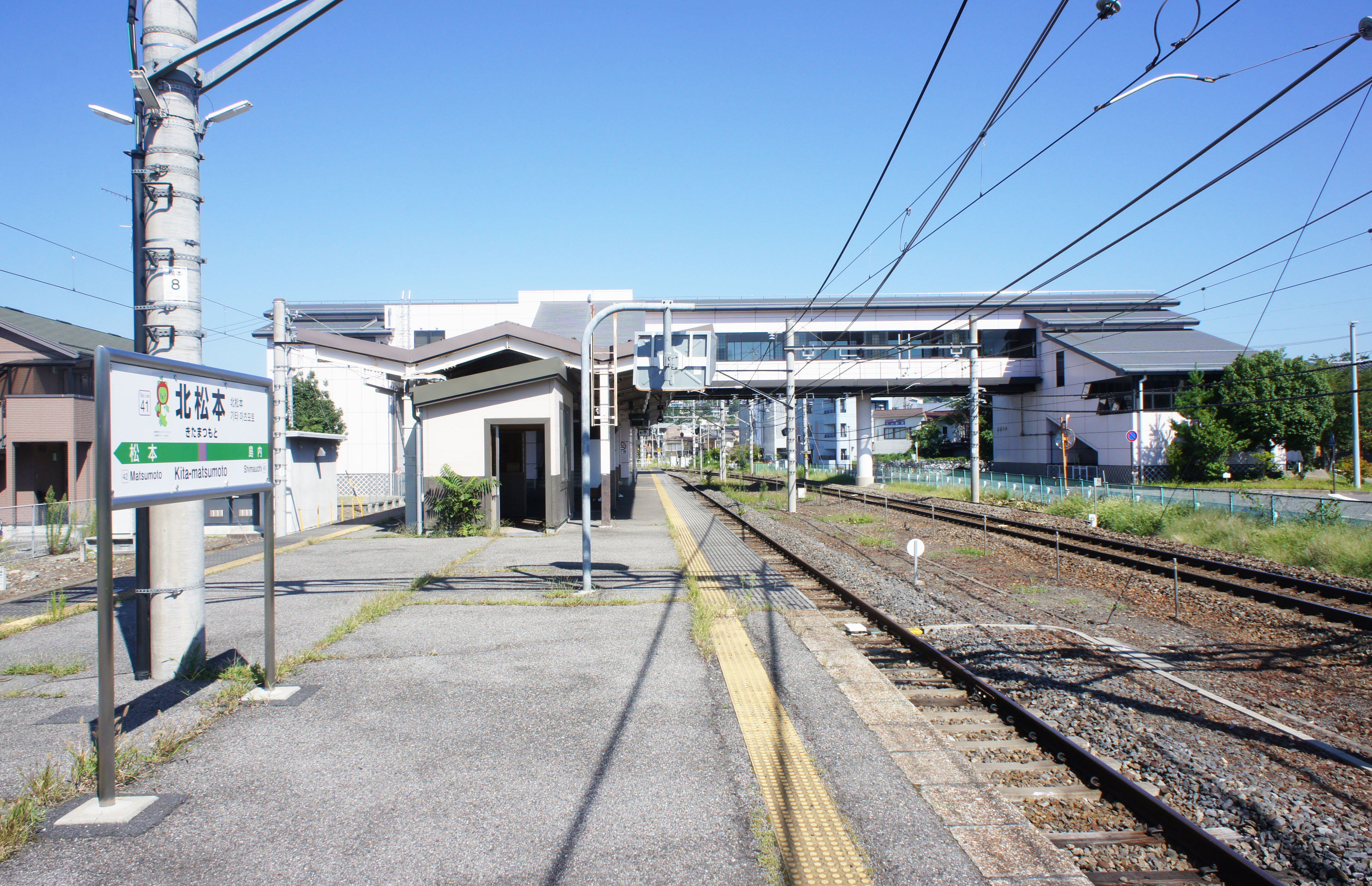
月台（2021年8月）

本站是地面車站，設有1面2線島式月台，可進行列車交會。本站的站房以城堡作為主題，並設有東西兩處出入口，分別為「阿爾卑斯出口」和「城出口」。
此站在跨站式站房建成前設有站內平交道，以連接站房與月台之間。由於車站北邊設有不會開啟平交道情況而造成擁塞問題。為了解決這個問題，本站重建成跨站式站房，同時鐵路與道路長野縣道320號倭北松本停車場線（內環狀北線）交界立體化，道路同時擴寬至4線車道。
此站與松本站之間只有700米。在該路段之間篠之井線與大糸線單線並列。而此站沒有篠之井線月台。此站曾發起活動要求建設篠之井線月台，但最後沒有實現。此站曾設有大糸線的車廠，現時為松本運輸所北松本分所。 

### 月台
| 月台 | 路線    | 上下行 | 方向               |
| ---- | ------- | ------ | ------------------ |
| 1    | ■大糸線 | 上行   | 松本、鹽尻方向     |
| 2    | ■大糸線 | 下行   | 信濃大町、白馬方向 |

參考

## 使用狀況
根據「JR東日本」資料，在2019年度（令和元年度）的1日平均乘車人次為687人。
以下為近年乘車人次變化：
| 乘車人次變化       | 乘車人次變化     | 乘車人次變化    |
| 年度               | 1日平均 乘車人次 | 參考資料        |
| ------------------ | ---------------- | --------------- |
| 2000年（平成12年） | 281              | [ 利用客数 2 ]  |
| 2001年（平成13年） | 316              | [ 利用客数 3 ]  |
| 2002年（平成14年） | 356              | [ 利用客数 4 ]  |
| 2003年（平成15年） | 371              | [ 利用客数 5 ]  |
| 2004年（平成16年） | 388              | [ 利用客数 6 ]  |
| 2005年（平成17年） | 423              | [ 利用客数 7 ]  |
| 2006年（平成18年） | 482              | [ 利用客数 8 ]  |
| 2007年（平成19年） | 469              | [ 利用客数 9 ]  |
| 2008年（平成20年） | 483              | [ 利用客数 10 ] |
| 2009年（平成21年） | 434              | [ 利用客数 11 ] |
| 2010年（平成22年） | 484              | [ 利用客数 12 ] |
| 2011年（平成23年） | 500              | [ 利用客数 13 ] |
| 2012年（平成24年） | 528              | [ 利用客数 14 ] |
| 2013年（平成25年） | 577              | [ 利用客数 15 ] |
| 2014年（平成26年） | 658              | [ 利用客数 16 ] |
| 2015年（平成27年） | 756              | [ 利用客数 17 ] |
| 2016年（平成28年） | 738              | [ 利用客数 18 ] |
| 2017年（平成29年） | 714              | [ 利用客数 19 ] |
| 2018年（平成30年） | 690              | [ 利用客数 20 ] |
| 2019年（令和元年） | 687              | [ 利用客数 1 ]  |

## 車站周邊
車站位於松本市區北邊。
- 松本情報工科專門學校
- 松本調理師製菓師專門學校
- 精工愛普生松本事業所
- 松本城[1]
- 長野縣松本蟻崎高等學校（日语：長野県松本蟻ヶ崎高等学校）[1]
- 國道19號
- 奈良井川（日语：奈良井川）
- 城西醫院（日语：城西病院）
- 丸之內醫院（日语：丸の内病院）[1]
- 日本年金機構（日语：日本年金機構）松本年金事務所
- Alpico交通「大手大通」巴士站

## 相鄰車站
東日本旅客鐵道（JR東日本）
■大糸線
□快速（只有上行1班）、■普通
松本（42）－北松本（41）－島內（40）

## 注腳

### 使用狀況
1. 1 2  各駅の乗車人員（2019年度） （页面存档备份，存于）（日語） - 東日本旅客鐵道
2. ↑  各駅の乗車人員（2000年度） （页面存档备份，存于）（日語） - 東日本旅客鐵道
3. ↑  各駅の乗車人員（2001年度） （页面存档备份，存于）（日語） - 東日本旅客鐵道
4. ↑  各駅の乗車人員（2002年度） （页面存档备份，存于）（日語） - 東日本旅客鐵道
5. ↑  各駅の乗車人員（2003年度） （页面存档备份，存于）（日語） - 東日本旅客鐵道
6. ↑  各駅の乗車人員（2004年度） （页面存档备份，存于）（日語） - 東日本旅客鐵道
7. ↑  各駅の乗車人員（2005年度） （页面存档备份，存于）（日語） - 東日本旅客鐵道
8. ↑  各駅の乗車人員（2006年度） （页面存档备份，存于）（日語） - 東日本旅客鐵道
9. ↑  各駅の乗車人員（2007年度） （页面存档备份，存于）（日語） - 東日本旅客鐵道
10. ↑  各駅の乗車人員（2008年度） （页面存档备份，存于）（日語） - 東日本旅客鐵道
11. ↑  各駅の乗車人員（2009年度） （页面存档备份，存于）（日語） - 東日本旅客鐵道
12. ↑  各駅の乗車人員（2010年度） （页面存档备份，存于）（日語） - 東日本旅客鐵道
13. ↑  各駅の乗車人員（2011年度） （页面存档备份，存于）（日語） - 東日本旅客鐵道
14. ↑  各駅の乗車人員（2012年度） （页面存档备份，存于）（日語） - 東日本旅客鐵道
15. ↑  各駅の乗車人員（2013年度） （页面存档备份，存于）（日語） - 東日本旅客鐵道
16. ↑  各駅の乗車人員（2014年度） （页面存档备份，存于）（日語） - 東日本旅客鐵道
17. ↑  各駅の乗車人員（2015年度） （页面存档备份，存于）（日語） - 東日本旅客鐵道
18. ↑  各駅の乗車人員（2016年度） （页面存档备份，存于）（日語） - 東日本旅客鐵道
19. ↑  各駅の乗車人員（2017年度） （页面存档备份，存于）（日語） - 東日本旅客鐵道
20. ↑  各駅の乗車人員（2018年度） （页面存档备份，存于）（日語） - 東日本旅客鐵道

## 外部連結
- 車站資訊（北松本）：東日本旅客鐵道（日語）